# Sous-district de Lijingpu
Le Sous-district de Lijingpu (chinois simplifié : 历经铺街道 ; chinois traditionnel : 歷經鋪街道 ; pinyin : Lìjīngpù Jiēdào) est un sous-district de la ville de Ningxiang dans la province du Hunan en Chine. Il est entouré par le sous-district de Yutan, le sous-district de Chengjiao et le sous-district de Baimaqiao à l'ouest, le bourg de Shuangjiangkou au nord et le bourg de Xiaduopu au sud-est. Au recensement de 2000, il comptait 27,952 habitants et une superficie de 35 km2.

## Administration territoriale
Il comprend 1 communauté et 7 villages: Jinnan (金南社区), Ziyun (紫云村), Jingtuan (净土庵村), Qunxing (群星村), Dawanling (大湾岭村), Lijingpu (历经铺村), Nantaihu (南太湖村) and Xinbaota (新宝塔村).

## Géographie
La rivière Wei est connue sous le nom de "rivière Mère", un affluent de la rivière Xiang, qui traverse le bourg.

## Économie
La région regorge de fer.

## Transport
La route nationale 319 continue dans la ville de Yiyang, reliant le sous-district de Lijingpu au sous-district de Yutan, au sous-district de Chengjiao et au canton de Jinghuapu.

## Personnes notables
- Tao Zhiyue (en), général[1].